# Världsmästerskapen i bågskytte 2009
Världsmästerskapen i bågskytte 2009 arrangerades i Ulsan i Sydkorea mellan 1 och 9 september 2009.

## Medaljsummering

### Recurve
| Event                          | Guld                                             | Silver                                                          | Brons                                                      |
| Herrarnas individuella tävling | Lee Chang-Hwan (KOR)                             | Im Dong-Hyun (KOR)                                              | Viktor Ruban (UKR)                                         |
| Damernas individuella tävling  | Joo Hyun-Jung (KOR)                              | Kwak Ye-Ji (KOR)                                                | Natalia Sanchez (COL)                                      |
| Herrarnas lag                  | Sydkorea Oh Jin-Hyek Lee Chang-Hwan Im Dong-Hyun | Frankrike Thomas Aubert Jean-Charles Valladont Romain Girouille | Japan Hideki Kikuchi Hiroshi Yamamoto Hiroyuki Yoshinaga   |
| Damernas lag                   | Sydkorea Joo Hyun-Jung Kwak Ye-Ji Yun Ok-Hee     | Japan Miki Kanie Asako Matsunaga Sayami Matsushita              | Ryssland Tatjana Boroday Natalja Erdynijeva Tatiana Segina |

### Compound
| Event                          | Guld                                                                 | Silver                                                        | Brons                                                           |
| Herrarnas individuella tävling | Reo Wilde (USA)                                                      | Liam Grimwood (GBR)                                           | Stephen Clifton (NZL)                                           |
| Damernas individuella tävling  | Albina Loginova (RUS)                                                | Jorina Coetzee (RSA)                                          | Laura Longo (ITA)                                               |
| Herrarnas lag                  | USA Dave Cousins Braden Gellenthien Reo Wilde                        | Ryssland Vladimir Fedosov Danzan Chaludorov Anton Chlystjenko | El Salvador Jorge Jimenez Rigoberto Hernandez Roberto Hernandez |
| Damernas lag                   | Ryssland Viktoria Balzjanova Ekaterina Korobejnikova Albina Loginova | Sydkorea Kwon Oh-Hyang Seo Jung-Hee Seok Ji-Hyun              | USA Erika Anschutz Kendal Nicely Diane Watson                   |

### Medaljtabell
| Pl. | Nation         | Guld | Silver | Brons | Totalt |
| --- | -------------- | ---- | ------ | ----- | ------ |
| 1   | Sydkorea       | 4    | 3      | -     | 7      |
| 2   | Ryssland       | 2    | 1      | 1     | 4      |
| 3   | USA            | 2    | -      | 1     | 3      |
| 4   | Japan          | -    | 1      | 1     | 2      |
| 5   | Frankrike      | -    | 1      | -     | 1      |
| 5   | Storbritannien | -    | 1      | -     | 1      |
| 5   | Sydafrika      | -    | 1      | -     | 1      |
| 8   | Colombia       | -    | -      | 1     | 1      |
| 8   | El Salvador    | -    | -      | 1     | 1      |
| 8   | Italien        | -    | -      | 1     | 1      |
| 8   | Nya Zeeland    | -    | -      | 1     | 1      |
| 8   | Ukraina        | -    | -      | 1     | 1      |